# Ajangiz
Ajangiz város Spanyolországban,  Bizkaia tartományban. Ajangiz Arratzu, Gernika-Lumo, Mendata és Muxika községekkel határos. Lakosainak száma 475 fő (2024).

## Népesség
A település lakosságának változását az alábbi diagram mutatja:
| Lakosok száma | 414  | 428  | 442  | 445  | 457  | 463  | 474  | 477  | 480  | 475  |
|               | 2001 | 2004 | 2007 | 2009 | 2012 | 2014 | 2017 | 2019 | 2022 | 2024 |